# Scyphanthus elegans
Scyphanthus elegans är en brännreveväxtart som beskrevs av David Don. Scyphanthus elegans ingår i släktet Scyphanthus och familjen brännreveväxter. Inga underarter finns listade i Catalogue of Life.